# Liang Xinping
Liang Xinping –en chino, 梁馨枰– (Huai'an, 31 de julio de 1994) es una deportista China que compite en natación sincronizada.
Participó en dos Juegos Olímpicos de Verano en los años 2016 y 2020, obteniendo dos medallas, plata en Río de Janeiro 2016 y plata en Tokio 2020. Ganó nueve medallas en el Campeonato Mundial de Natación entre los años 2015 y 2019.

## Palmarés internacional
| Juegos Olímpicos   | Juegos Olímpicos        | Juegos Olímpicos | Juegos Olímpicos  |
| Año                | Lugar                   | Medalla          | Prueba            |
| ------------------ | ----------------------- | ---------------- | ----------------- |
| 2016               | Río de Janeiro (Brasil) | Medalla de plata | Equipo            |
| 2020               | Tokio (Japón)           | Medalla de plata | Equipo            |
| Campeonato Mundial |                         |                  |                   |
| Año                | Lugar                   | Medalla          | Prueba            |
| 2015               | Kazán (Rusia)           | Medalla de plata | Equipo técnico    |
| 2015               | Kazán (Rusia)           | Medalla de plata | Equipo libre      |
| 2015               | Kazán (Rusia)           | Medalla de plata | Combinación libre |
| 2017               | Budapest (Hungría)      | Medalla de oro   | Combinación libre |
| 2017               | Budapest (Hungría)      | Medalla de plata | Equipo técnico    |
| 2017               | Budapest (Hungría)      | Medalla de plata | Equipo libre      |
| 2019               | Gwangju (Corea del Sur) | Medalla de plata | Equipo técnico    |
| 2019               | Gwangju (Corea del Sur) | Medalla de plata | Equipo libre      |
| 2019               | Gwangju (Corea del Sur) | Medalla de plata | Combinación libre |